# Microdigital Eletronica
La Microdigital Eletrônica Ltda. era un'azienda brasiliana produttrice di computer attiva negli anni '80. Aveva sede a San Paolo.

## Storia
Venne fondata del 1981 dai fratelli George e Thomas Kovari (le cui iniziali rappresentano la sigla TK impiegata per la linea di home computer prodotta dalla compagnia)..
Il primo prodotto presentato fu il TK80 un clone del Sinclair ZX80.
L'azienda raggiunse la sua massima espansione nel 1985 con il lancio del modello TK 90X clone dello ZX Spectrum e del TK-2000 II un personal computer parzialmente compatibile con l'Apple II+.
In quegli anni la compagnia impiegava circa 400 dipendenti in 3 stabilimenti di produzione, due a San Paolo ed uno nella zona franca di Manaus.

## Linee di prodotti

### Home computer
- TK80 (1981)
- TK82 (1981)
- TK 82C (1981)
- TK83 (1982)
- Microdigital TK85 (1983)
- TKS800 (1984 prototipo)
- Microdigital TK90 X (1985)
- TK 95 (1986)

### Personal computer
- TK 2000 (1984)
- TK-3000 IIe (1986)
- TK-3000 IIe Compact (1987)
- TK EXTended (1987)
- LT 1600 D (?)
- TK Portable (?)

### Periferiche
- TK Printer (vapourware)

### Videogames
- Onyx Jr (1985)